# Újkenéz
Újkenéz is een plaats (község) en gemeente in het Hongaarse comitaat Szabolcs-Szatmár-Bereg. Újkenéz telt 1075 inwoners (2001).